# Caliente Hill
Caliente Hill är en kulle i Antarktis. Den ligger i Sydshetlandsöarna. Argentina, Chile och Storbritannien gör anspråk på området. Toppen på Caliente Hill är 20 meter över havet.
Terrängen runt Caliente Hill är huvudsakligen kuperad, men norrut är den platt. Havet är nära Caliente Hill åt nordväst. Trakten är glest befolkad. Närmaste befolkade plats är Gabriel de Castilla Spanish Antarctic Station, 1,6 kilometer nordost om Caliente Hill. 